# Соглашение по иранской ядерной программе (2015)
Совместный всеобъемлющий план действий (сокр. СВПД, англ. Joint Comprehensive Plan of Action, сокр. JCPOA; перс. برنامه جامع اقدام مشترک‎), также известно как Соглашение по иранской ядерной программе — политическое соглашение между Ираном и группой государств, известных как 5+1, относительно ядерной программы Ирана. 
Группа состоит из США, России, КНР, Великобритании, Франции — пяти постоянных членов Совета Безопасности Организации Объединённых Наций (СБ ООН), а также Германии. 
В 2018 году президент США Дональд Трамп объявил о выходе США из соглашения и анонсировал дополнительные санкции в отношении Ирана. В ответ в 2019 году Иран объявил о приостановлении выполнения двух пунктов сделки.
В ноябре 2022 года, МАГАТЭ приняло резолюцию в которой призывало Иран расследовать обнаружение следов на трех незадекларированных объектах. Позже стало известно об обогащении урана до 60% в подземном ядерном объекте Фордо. По данным агентства ISNA решение увеличить степень обогащения урана было принято в ответ на резолюцию МАГАТЭ.

## Предыстория
Переговоры между Ираном и P5+1 начались в 2005 году, их главной целью было убедиться, что Иран не разрабатывает ядерное оружие, при этом признавалось право Тегерана вести мирную ядерную деятельность.

## Переговоры в рамках совместного плана действий

### Последний раунд переговоров
14 июля 2015 года Иран и страны 5+1 (Китай, Россия, Великобритания, Франция, США + Германия) достигли соглашения по иранской ядерной программе в обмен на отмену санкций против Ирана. По соглашению Иран должен допустить инспекторов МАГАТЭ на свои ядерные объекты, страны Запада, в свою очередь, будут пошагово снимать с Ирана санкции. Соглашение должно быть ратифицировано всеми сторонами и одобрено Советом Безопасности ООН.
Основные пункты договорённости:
- Большая часть иранского обогащённого урана будет вывезена за границу.
- Будет вестись наблюдение за достижениями Ирана в сфере ядерного вооружения.
- Ни один из ядерных объектов в Иране не будет демонтирован.
- Завод по обогащению топлива Фордо станет научно-исследовательским центром ядерной физики без мощностей по обогащению урана.
- МАГАТЭ получит доступ ко всем ядерным объектам в стране сроком на 15 лет, что позволит организации следить за тем, чтобы иранская ядерная программа носила исключительно мирный характер.
- Санкции США, Евросоюза и Совета Безопасности ООН будут сняты после заключения всеобъемлющего договора относительно ядерной программы Ирана, подписания которого запланировано на конец июня. Некоторые ограничительные меры со стороны P5+1 останутся в действии на некоторое время, но потом будут отменены.
- В параграфе 26 СВПД зафиксировано, что Иран будет рассматривать повторное введение санкций или введение новых санкций, связанных с ядерной сферой, «в качестве основания для прекращения выполнения своих обязательств полностью или частично». Этот же параграф предусматривает, что Евросоюз и США воздержатся от повторного или нового введения санкций против Ирана[2].

## Шаги по отмене
В октябре 2017 года президент США Д. Трамп заявил, что больше не будет заверять Конгресс в том, что «Совместный всеобъемлющий план действий» соответствует интересам США.
Международная реакция:
- Это решение получило поддержку Саудовской Аравии и Израиля[9][10];
- ЕС заявил, что действующее соглашение не может быть денонсировано решением одной страны;
- Министр иностранных дел РФ выразил сожаление о решении Трампа, но счёл, что это не приведёт к прекращению действия соглашения.

8 мая 2018 года Трамп объявил о выходе страны из соглашения по иранской ядерной программе. Американский президент заявил, что США располагают доказательствами того, что Иран продолжает разработку ядерного оружия, тем самым нарушая Совместный всеобъемлющий план действий. Также он анонсировал восстановление санкций против Тегерана.
8 мая 2019 года (в годовщину выхода США из соглашения) Иран в ответ на действия США, согласно параграфу 26 СВПД, объявил о первом этапе прекращения выполнения ряда пунктов ядерной сделки (в части, касающейся запасов обогащенного урана и тяжелой воды). В частности, Иран превысил значение запасов низкообогащенного урана, установленное на отметке в 300 килограммов. 
7 июля 2019 Тегеран объявил о втором этапе сокращения обязательств по СВПД. Иран заявил, что начинает процесс обогащения урана на уровне выше предусмотренных ядерной сделкой 3,67 %.
После этого произошел ряд инцидентов с нападениями на танкеры в Ормузском проливе.